# Children of the Living Dead
Children of the Living Dead è un film statunitense del 2001 diretto e scritto da Karen L. Wolf, Tor Ramsey e John A. Russo.

## Trama
L'assassino e rapitore Abbott Hayes scompare dall'obitorio e diventa il leader di diverse ondate di zombie che attaccano la sua città natale. Quattordici anni dopo l'ultimo attacco di zombie, un uomo d'affari trasferisce i corpi da un cimitero locale per aprire la strada per il progresso, ma mette in moto il prossimo attacco dei non-morti di Abbott's.

## Distribuzione
- In Italia è ancora inedito.